# Templo de Bentonville
El Templo de Bentonville Arkansas es uno de los templos construidos y operados por la Iglesia de Jesucristo de los Santos de los Últimos Días ubicado en Bentonville, Arkansas. El Templo de Bentonville es el primer templo de la Iglesia SUD en el estado de Arkansas y el templo dedicado número 181 en funcionamiento a nivel mundial.

## Anuncio
Los planes para la construcción del templo en Arkansas fue anunciado durante la conferencia general de la iglesia, el 5 de octubre de 2019 por el entonces presidente de la iglesia, Russell M. Nelson.
La ubicación del templo se anunció el 23 de abril de 2020, en un lote de 8,8 acres adyacente a un centro de reuniones de la iglesia en la calle McCollum Drive.
El 28 de agosto de 2020, la Iglesia SUD publicó una representación exterior del templo y anunció que se llevaría a cabo la ceremonia de la primera palada en noviembre de 2020, presidida por David A. Bednar, miembro del Cuórum de los Doce Apóstoles, de forma remota.La palada inicial tuvo lugar el 7 de noviembre de 2020,la misma fecha en la que se inició la construcción del Templo de Red Cliffs, Utah. Bednar luego dedicó el templo el 17 de septiembre de 2023. 